# 大林寺 (大田区)
大林寺（だいりんじ）は、東京都大田区大森中にある日蓮宗の寺院。山号は長享山薬王院。旧本山は池上本門寺、池上芳師法縁。

## 歴史
真言宗寺院（薬王院）として創建、長享2年（1488年）薬王院の住職だったのちの日円が日位と法論に敗れ、日位を開山として日蓮宗に改めた。

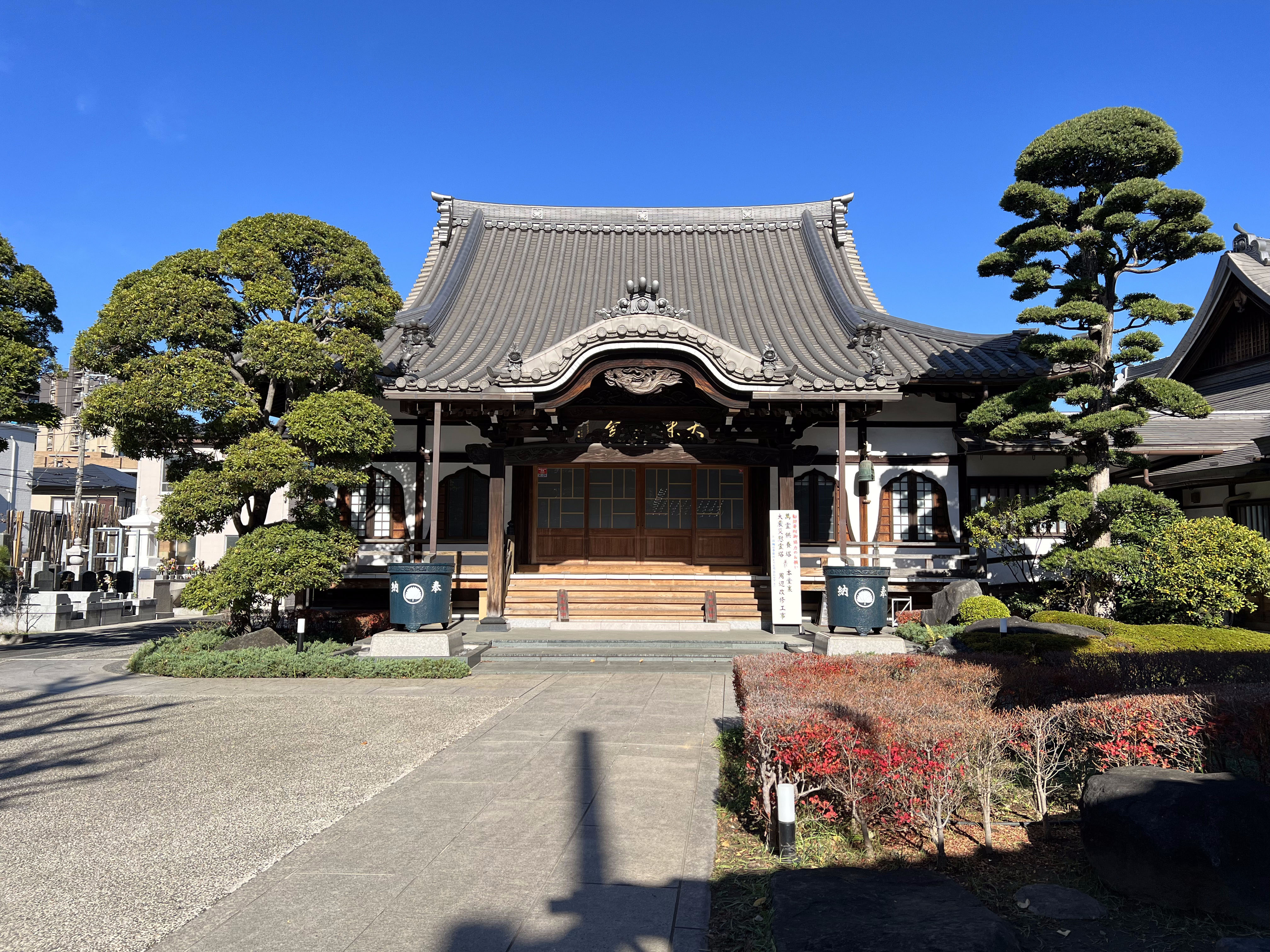
本堂

## 寺宝
- 釈迦涅槃講式尊円親王自筆
- 絵本着色武田逍遥軒筆三面大黒天図
- 豊臣秀吉黒印状法華宗中宛、七月十八日法華宗免状
- 水戸光圀筆水墨雪中訪師図絵本
- 日要本尊
- 日遠本尊
- 日顕筆福壽本尊大黒天図
- 深草元政筆書跡
- 法華経版本箱入
- 日深本尊
- 清正公絵像
- 日潤筆和歌懐紙
- 日運筆本尊

## 人物
- 日位（開山）長享3年（1489年）没。
- 日教（2世）日円の兄弟子。
- 日円（3世）
- 日了（7世）七面大明神を祀る。
- 日好（12世）村民にむぎわら細工を教え大森名物となる。

## 旧末寺
日蓮宗は昭和16年に本末を解体したため、現在では、旧本山、旧末寺と呼びならわしている。
- 魄光山大森寺(大田区大森南)

## 参考資料
- 日蓮宗寺院大鑑編集委員会『宗祖第七百遠忌記念出版 日蓮宗寺院大鑑』大本山池上本門寺 (1981年)
- 『大田区の寺院』
- 「東大森村 西大森村 北大森村 大林寺」『新編武蔵風土記稿』 巻ノ41荏原郡ノ3、内務省地理局、1884年6月。NDLJP:763981/22。